# Lamspringe
Lamspringe là một đô thị ở huyện Hildesheim, bang Niedersachsen, Đức. Đô thị này có diện tích 23,3 km². Đô thị này có cự ly khoảng 20 km về phía nam của Hildesheim.
Lamspringe là thủ phủ của Samtgemeinde ("đô thị tập thể") Lamspringe.